# José Cabrera Bazán
José Cabrera Bazan (ur. 16 października 1929 w La Algaba, zm. 27 kwietnia 2007 w Sewilli) – hiszpański polityk, prawnik i piłkarz, nauczyciel akademicki, senator, od 1986 do 1989 eurodeputowany II kadencji.

## Życiorys
Od młodości grał w piłkę nożną, karierę sportową zakończył w 1958 roku. Występował m.in. w drużynach Sevilla FC (1949–1951), Real Jaén (1952–1953) i Real Betis (1955–1956). Ukończył liceum jezuickie i studia prawnicze na Uniwersytecie w Sewilli, w 1958 obronił doktorat na podstawie pracy poświęconej naturze kontraktu piłkarza z drużyną. Pracował jako wykładowca prawa pracy na Universidad de Santiago de Compostela i Universidad de Cádiz, praktykował jako adwokat. W 1980 należał do założycieli stowarzyszenia hiszpańskich piłkarzy ASE.
Od 1968 działał w podziemnych strukturach Hiszpańskiej Socjalistycznej Partii Robotniczej. W 1980 w wyborach uzupełniających wybrano go do Senatu I kadencji, w 1982 uzyskał reelekcję. Od 1 stycznia 1986 do 5 lipca 1987 był posłem do Parlamentu Europejskiego w ramach delegacji krajowej, w 1987 wybrano go w wyborach bezpośrednich. Przystąpił do frakcji socjalistycznej, od 1987 do 1989 był wiceprzewodniczącym Delegacji ds. stosunków z Austrią. Od 1989 do 1996 pozostawał dyrektorem lokalnego organu fiskalnego Cámara de Cuentas de Andalucía.

## Życie prywatne
Był żonaty, miał siedmioro dzieci.